# Aradus betulae
De tonderzwamschorswants (Aradus betulae) is een wants uit de familie van de schorswantsen (Aradidae). De soort werd het eerst wetenschappelijk beschreven door Carl Linnaeus in 1758.

## Uiterlijk
De platte, redelijk langwerpig ovaal gevormde, bruinzwarte wants is langvleugelig maar heeft gereduceerde achtervleugels en kan 6.5 tot 11 mm lang worden. De kop, het halsschild en het scutellum zijn zwartbruin. Het halsschild heeft vier opstaande randen (kielen) over de lengte en aan de zijkanten licht en aan de randen getand. De voorvleugels hebben lichte accenten en het donkere, doorzichtige deel van de voorvleugels heeft ook een lichte tekening langs de aders. De buitenrand van het achterlijf (connexivum) is opvallend breed en heeft op elk segment een lichten en een donkere vlek. De antennes zijn, net als de pootjes, grotendeels zwart met uitzondering van het derde segment dat, aan het einde, wit is. Het tweede antennesegment is slank en langer dan het derde segment.

## Leefwijze
De wantsen worden voornamelijk gevonden op dood berken en beukenhout dat is aangetast door de echte tonderzwam (Fomes fomentarius). Ze leven van schimmels en zwammen en doordat ze zich ophouden in spleten en onder schors, kunnen de wantsen in alle levensstadia, het hele jaar door, aangetroffen worden. 

## Leefgebied
De soort is in Nederland zeldzaam. Het aantal vindplaatsen was sinds 1980 afgenomen, maar sinds 2018 bijzonder snel toegenomen.
Het verspreidingsgebied is Palearctisch, van Europa tot het Midden-Oosten, Centraal-Azië, de Kaukasus, Siberië, Pakistan, Mongolië en China.